# 수원발 KTX
수원발 KTX는 경부선 서정리역에서 수서평택고속선 평택지제역을 연결하는 고속철도 사업이다. 본 사업이 완료되면 KTX는 영등포역, 수원역을 출발 평택지제역에서 수서평택고속선으로 합류해 경부고속선으로 운행된다.

## 연혁
- 2018년 2월 28일 : 기본계획고시[1]

## 역 목록
| 역명                    | 접속 노선  | 역간 거리 | 영업 거리 | 소재지 | 소재지 |
| ----------------------- | ---------- | --------- | --------- | ------ | ------ |
| 서정리                  | 경부선     | 0.0       | 0.0       | 경기도 | 평택시 |
| 지제연결선 (경부고속선) | 경부고속선 | 1.5       | 1.5       | 경기도 | 평택시 |

## 같이 보기
- 경부선
- 인천발 KTX
- 수서평택고속선
- 한국고속철도
- 수서고속철도